# Arctic Race of Norway 2018
L'Arctic Race of Norway 2018, sesta edizione della corsa, valevole come prova dell'UCI Europe Tour 2018 categoria 2.HC, si svolse in quattro tappe dal 16 al 19 agosto 2018 su un percorso di 718,5 km, con partenza da Vadsø e arrivo a Alta, in Norvegia. La vittoria fu appannaggio del russo Sergej Černeckij, che completò il percorso in 15h55'52" precedendo il norvegese Markus Hoelgaard e lo statunitense Colin Joyce.
Al traguardo di Alta 106 ciclisti, su 113 partiti da Vadsø, portarono a termine la competizione.

## Tappe
| Tappa  | Data      | Percorso                 | km    | Vincitore di tappa   | Leader cl. generale  |
| ------ | --------- | ------------------------ | ----- | -------------------- | -------------------- |
| 1ª     | 16 agosto | Vadsø > Kirkenes         | 184   | Mathieu van der Poel | Mathieu van der Poel |
| 2ª     | 17 agosto | Tana > Kjøllefjord       | 195   | Colin Joyce          | Sergej Černeckij     |
| 3ª     | 18 agosto | Honningsvåg > Hammerfest | 194   | Adam Ťoupalík        | Sergej Černeckij     |
| 4ª     | 19 agosto | Kvalsund > Alta          | 145,5 | Mathieu van der Poel | Sergej Černeckij     |
| Totale | Totale    | Totale                   | 718,5 |                      |                      |

## Squadre e corridori partecipanti
| N.    | Cod. | Squadra                      |
| ----- | ---- | ---------------------------- |
| 1-6   | BMC  | BMC Racing Team              |
| 11-16 | ICA  | Israel Cycling Academy       |
| 21-26 | WVA  | WB Aqua Protect Veranclassic |
| 31-36 | VCC  | Vital Concept Cycling Club   |
| 42-46 | DDD  | Team Dimension Data          |
| 51-56 | AST  | Astana Pro Team              |
| 61-66 | COF  | Cofidis, Solutions Crédits   |
| 71-76 | SVB  | Sport Vlaanderen-Baloise     |
| 81-86 | FST  | Team Fortuneo-Samsic         |
| 91-96 | WGG  | Wanty-Groupe Gobert          |

| N.      | Cod. | Squadra                       |
| ------- | ---- | ----------------------------- |
| 101-106 | TCO  | Team Coop                     |
| 111-116 | DMP  | Delko Marseille Provence KTM  |
| 121-126 | UXT  | Uno-X Norwegian Develop. Team |
| 131-136 | TKA  | Team Katusha Alpecin          |
| 141-146 | TJI  | Joker Icopal                  |
| 151-156 | TDE  | Direct Énergie                |
| 161-166 | COC  | Corendon-Circus               |
| 171-175 | RLY  | Rally Cycling                 |
| 181-186 | HCA  | Holowesko/Citadel             |

## Dettagli delle tappe

### 1ª tappa
- 16 agosto: Vadsø > Kirkenes – 184 km

Risultati
| Pos. | Corridore            | Squadra   | Tempo    |
| ---- | -------------------- | --------- | -------- |
| 1    | Mathieu van der Poel | Corendon  | 3h50'19" |
| 2    | Sergej Černeckij     | Astana    | s.t.     |
| 3    | Benjamin Declercq    | Sport Vl. | s.t.     |

| Pos. | Corridore            | Squadra   | Tempo    |
| ---- | -------------------- | --------- | -------- |
| 1    | Mathieu van der Poel | Corendon  | 3h50'09" |
| 2    | Sergej Černeckij     | Astana    | a 4"     |
| 3    | Benjamin Declercq    | Sport Vl. | a 6"     |

### 2ª tappa
- 17 agosto: Tana > Kjøllefjord – 195 km

Risultati
| Pos. | Corridore         | Squadra | Tempo    |
| ---- | ----------------- | ------- | -------- |
| 1    | Colin Joyce       | Rally   | 4h20'24" |
| 2    | Dennis van Winden | Israel  | s.t.     |
| 3    | Markus Hoelgaard  | Joker   | s.t.     |

| Pos. | Corridore        | Squadra | Tempo    |
| ---- | ---------------- | ------- | -------- |
| 1    | Sergej Černeckij | Astana  | 8h10'34" |
| 2    | Colin Joyce      | Rally   | a 4"     |
| 3    | Markus Hoelgaard | Joker   | a 5"     |

### 3ª tappa
- 18 agosto: Honningsvåg > Hammerfest – 194 km

Risultati
| Pos. | Corridore            | Squadra  | Tempo    |
| ---- | -------------------- | -------- | -------- |
| 1    | Adam Ťoupalík        | Corendon | 4h24'08" |
| 2    | Mathieu van der Poel | Corendon | a 2"     |
| 3    | Sergej Černeckij     | Astana   | s.t.     |

| Pos. | Corridore        | Squadra | Tempo     |
| ---- | ---------------- | ------- | --------- |
| 1    | Sergej Černeckij | Astana  | 12h34'40" |
| 2    | Markus Hoelgaard | Joker   | a 7"      |
| 3    | Colin Joyce      | Rally   | a 8"      |

### 4ª tappa
- 19 agosto: Kvalsund > Alta – 145,5 km

Risultati
| Pos. | Corridore            | Squadra       | Tempo    |
| ---- | -------------------- | ------------- | -------- |
| 1    | Mathieu van der Poel | Corendon      | 3h21'02" |
| 2    | Sondre Holst Enger   | Israel        | s.t.     |
| 3    | Quentin Pacher       | Vital Concept | s.t.     |

| Pos. | Corridore        | Squadra | Tempo     |
| ---- | ---------------- | ------- | --------- |
| 1    | Sergej Černeckij | Astana  | 15h55'42" |
| 2    | Markus Hoelgaard | Joker   | a 11"     |
| 3    | Colin Joyce      | Rally   | a 12"     |

## Evoluzione delle classifiche
| Tappa              | Vincitore            | Classifica generale Maglia blu | Classifica a punti Maglia verde | Classifica scalatori Maglia salmone | Classifica giovani Maglia bianca | Classifica a squadre Numero giallo | Premio combattività Numero rosso |
| ------------------ | -------------------- | ------------------------------ | ------------------------------- | ----------------------------------- | -------------------------------- | ---------------------------------- | -------------------------------- |
| 1ª                 | Mathieu van der Poel | Mathieu van der Poel           | Mathieu van der Poel            | Anders Skaarseth                    | Mathieu van der Poel             | BMC Racing Team                    | Bert De Backer                   |
| 2ª                 | Colin Joyce          | Sergej Černeckij               | Sergej Černeckij                | Sindre Skjøstad Lunke               | Colin Joyce                      | BMC Racing Team                    | Jakob Fuglsang                   |
| 3ª                 | Adam Ťoupalík        | Sergej Černeckij               | Sergej Černeckij                | Sindre Skjøstad Lunke               | Markus Hoelgaard                 | BMC Racing Team                    | Adam Ťoupalík                    |
| 4ª                 | Mathieu van der Poel | Sergej Černeckij               | Mathieu van der Poel            | Sindre Skjøstad Lunke               | Markus Hoelgaard                 | BMC Racing Team                    | Kristoffer Skjerping             |
| Classifiche finali | Classifiche finali   | Sergej Černeckij               | Mathieu van der Poel            | Sindre Skjøstad Lunke               | Markus Hoelgaard                 | BMC Racing Team                    | non assegnato                    |

Maglie indossate da altri ciclisti in caso di due o più maglie vinte
- Nella 2ª tappa Sergej Černeckij ha indossato la maglia verde al posto di Mathieu van der Poel e Benjamin Declercq ha indossato quella bianca al posto di Mathieu van der Poel.
- Nella 3ª e 4ª tappa Mathieu van der Poel ha indossato la maglia verde al posto di Sergej Černeckij.

## Classifiche finali

### Classifica generale - Maglia blu
| Pos. | Corridore          | Squadra  | Tempo     |
| ---- | ------------------ | -------- | --------- |
| 1    | Sergej Černeckij   | Astana   | 15h55'42" |
| 2    | Markus Hoelgaard   | Joker    | a 11"     |
| 3    | Colin Joyce        | Rally    | a 12"     |
| 4    | Danilo Wyss        | BMC      | a 27"     |
| 5    | Nicolas Roche      | BMC      | a 37"     |
| 6    | Laurent Pichon     | Fortuneo | a 38"     |
| 7    | Steff Cras         | Katusha  | a 42"     |
| 8    | Carl Fredrik Hagen | Joker    | s.t.      |
| 9    | Dmitry Strakhov    | Katusha  | a 56"     |
| 10   | Dennis van Winden  | Israel   | s.t.      |

### Classifica a punti - Maglia verde
| Pos. | Corridore            | Squadra       | Punti |
| ---- | -------------------- | ------------- | ----- |
| 1    | Mathieu van der Poel | Corendon      | 43    |
| 2    | Sergej Černeckij     | Astana        | 33    |
| 3    | Markus Hoelgaard     | Joker         | 23    |
| 4    | Quentin Pacher       | Vital Concept | 22    |
| 5    | Colin Joyce          | Rally         | 20    |

### Classifica scalatori - Maglia salmone
| Pos. | Corridore          | Squadra  | Punti |
| ---- | ------------------ | -------- | ----- |
| 1    | Sindre Lunke       | Fortuneo | 18    |
| 2    | Øivind Lukkedahl   | Coop     | 9     |
| 3    | Dennis van Winden  | Israel   | 8     |
| 4    | Anders Skaarseth   | Cofidis  | 6     |
| 5    | Sébastien Delfosse | WB       | 6     |

### Classifica giovani - Maglia bianca
| Pos. | Corridore            | Squadra  | Tempo     |
| ---- | -------------------- | -------- | --------- |
| 1    | Markus Hoelgaard     | Joker    | 15h55'53" |
| 2    | Colin Joyce          | Rally    | a 1"      |
| 3    | Steff Cras           | Katusha  | a 31"     |
| 4    | Dmitry Strakhov      | Katusha  | a 45"     |
| 5    | Mathieu van der Poel | Corendon | a 48"     |

### Classifica a squadre
| Pos. | Squadra              | Tempo     |
| ---- | -------------------- | --------- |
| 1    | BMC Racing Team      | 47h48'38" |
| 2    | Joker Icopal         | a 1'33"   |
| 3    | Team Katusha Alpecin | a 2'01"   |
| 4    | Astana Pro Team      | a 3'11"   |
| 5    | Team Fortuneo-Samsic | a 4'40"   |